# 藤川幸廣
藤川 幸廣（ふじかわ ゆきひろ、1957年3月3日 - ）は、日本の実業家。

## 経歴
福島県出身。1979年に明治大学商学部を卒業。大沢商会、フォトロンを経て、デジタルスケープを創設。Bauhaus Entertainment代表取締役などを経て、2006年にマルチビッツ代表取締役社長に就任（現任）、2012年にIMAGICA社長に就任。映画産業団体連合会理事。